# 21684 Alinafiocca
21684 Alinafiocca (1999 RR33) là một tiểu hành tinh vành đai chính được phát hiện ngày 4 tháng 9 năm 1999, bởi Minor White và M. Collins.